# Copa Presidente de Emiratos Árabes Unidos
La Copa Presidente de Emiratos Árabes Unidos es un torneo de fútbol profesional que se lleva a cabo en Emiratos Árabes Unidos, comenzó a disputarse en 1974 y es organizada por la Federación de Fútbol de los Emiratos Árabes Unidos.
El primer campeón fue el club Al-Ahli Dubai, los equipos más ganadores del trofeo son el Sharjah FC y el Shabab Al-Ahli con 10 títulos a su haber.

## Palmarés
| Temporada | Campeón                               | Resultado                             | Finalista                             |
| --------- | ------------------------------------- | ------------------------------------- | ------------------------------------- |
| 1974-75   | Al-Ahli Dubai                         | 2 - 0                                 | Al-Nasr                               |
| 1975-76   | No disputada                          | No disputada                          | No disputada                          |
| 1976-77   | Al-Ahli Dubai                         |                                       | Al-Shabbab                            |
| 1977-78   | No disputada                          | No disputada                          | No disputada                          |
| 1978-79   | Al-Sharjah                            | 1 - 1 (3 - 0 pen.)                    | Al-Ain                                |
| 1979-80   | Al-Sharjah                            | 1 - 0                                 | Al-Nasr                               |
| 1980-81   | Al-Shabbab                            | 3 - 1                                 | Al-Ain                                |
| 1981-82   | Al-Sharjah                            | 2 - 0                                 | Al-Shabbab                            |
| 1982-83   | Al-Sharjah                            | 2 - 0                                 | Al-Wasl                               |
| 1983-84   | Ajman                                 | 4 - 1                                 | Al-Nasr                               |
| 1984-85   | Al-Nasr                               | 3 - 0                                 | Al-Shabbab                            |
| 1985-86   | Al-Nasr                               | 2 - 1                                 | Al-Wasl                               |
| 1986-87   | Al-Wasl                               | 2 - 0                                 | Al-Khaleej                            |
| 1987-88   | Al-Ahli Dubai                         | 3 - 2                                 | Al-Shabbab                            |
| 1988-89   | Al-Nasr                               | 1 - 0                                 | Al-Wahda                              |
| 1989-90   | Al-Shabbab                            | 2 - 1                                 | Al-Ain                                |
| 1990-91   | Al-Sharjah                            | 3 - 0                                 | Al-Wasl                               |
| 1991-92   | Bani Yas                              | 2 - 1                                 | Al-Nasr                               |
| 1992-93   | Al-Sha'ab                             | 2 - 1                                 | Al-Wasl                               |
| 1993-94   | Al-Shabbab                            | 1 - 0                                 | Al-Ain                                |
| 1994-95   | Al-Sharjah                            | 0 - 0 (5 - 4 pen.)                    | Al-Ain                                |
| 1995-96   | Al-Ahli Dubai                         | 4 - 1                                 | Al-Wahda                              |
| 1996-97   | Al-Shabbab                            | 1 - 1 (5 - 4 pen.)                    | Al-Nasr                               |
| 1997-98   | Al-Sharjah                            | 3 - 2                                 | Al-Wasl                               |
| 1998-99   | Al-Ain                                | 1 - 0                                 | Al-Shabbab                            |
| 1999-00   | Al-Wahda                              | 1 - 1 (8 - 7 pen.)                    | Al-Wasl                               |
| 2000-01   | Al-Ain                                | 3 - 2                                 | Al-Shaab                              |
| 2001-02   | Al-Ahli Dubai                         | 3 - 1                                 | Al-Jazira Club                        |
| 2002-03   | Al-Sharjah                            | 1 - 1 (6 - 5 pen.)                    | Al-Wahda                              |
| 2003-04   | Al-Ahli Dubai                         | 2 - 1                                 | Al-Shaab                              |
| 2004-05   | Al-Ain                                | 3 - 1                                 | Al-Wahda                              |
| 2005-06   | Al-Ain                                | 2 - 1                                 | Sharjah                               |
| 2006-07   | Al-Wasl                               | 4 - 1                                 | Al-Ain                                |
| 2007-08   | Al-Ahli Dubai                         | 2 - 0                                 | Al-Wasl                               |
| 2008-09   | Al-Ain                                | 1 - 0                                 | Al-Shabbab                            |
| 2009-10   | Emirates Club                         | 3 - 1                                 | Al-Shabbab                            |
| 2010-11   | Al-Jazira Club                        | 4 - 0                                 | Al-Wahda                              |
| 2011-12   | Al-Jazira Club                        | 3 - 1                                 | Baniyas SC                            |
| 2012-13   | Al-Ahli Dubai                         | 4 - 3                                 | Al-Shabbab                            |
| 2013-14   | Al-Ain                                | 1 - 0                                 | Al-Ahli Dubai                         |
| 2014-15   | Al-Nasr                               | 1 - 1 (3 - 0 pen.)                    | Al-Ahli Dubai                         |
| 2015-16   | Al-Jazira Club                        | 1 - 0                                 | Al-Ain                                |
| 2016-17   | Al-Wahda                              | 3 - 0                                 | Al-Nasr                               |
| 2017-18   | Al-Ain                                | 2 - 1                                 | Al-Wasl                               |
| 2018-19   | Shabab Al-Ahli                        | 2 - 1                                 | Al-Dhafra                             |
| 2019-20   | Cancelada por la pandemia de covid-19 | Cancelada por la pandemia de covid-19 | Cancelada por la pandemia de covid-19 |
| 2020-21   | Shabab Al-Ahli                        | 2 - 1                                 | Al-Nasr                               |
| 2021-22   | Sarja                                 | 1 - 0                                 | Al-Wahda                              |
| 2022-23   | Sarja                                 | 1 - 1 (14 - 13 pen.)                  | Al-Ain                                |
| 2023-24   | Al-Wasl                               | 4 - 0                                 | Al-Nasr                               |
| 2024-25   | Shabab Al-Ahli                        | 2 - 1                                 | Sarja                                 |

## Títulos por club
| Club                      | Campeón | Años campeón                                                     | Subcampeón | Años Subcampeón                                      |
| ------------------------- | ------- | ---------------------------------------------------------------- | ---------- | ---------------------------------------------------- |
| Shabab Al-Ahli            | 11      | 1975, 1977, 1988, 1996, 2002, 2004, 2008, 2013, 2019, 2021, 2025 | 2          | 2014, 2015                                           |
| Al-Sharjah FC             | 10      | 1979, 1980, 1982, 1983, 1991, 1995, 1998, 2003, 2022, 2023       | 2          | 2006, 2025                                           |
| Al-Ain FC                 | 7       | 1999, 2001, 2005, 2006, 2009, 2014, 2018                         | 7          | 1979, 1981, 1990, 1994, 1995, 2007, 2023             |
| Al-Shabab Al Arabi Club † | 4       | 1981, 1990, 1994, 1997                                           | 9          | 1977, 1982, 1985, 1988, 1999, 2009, 2010, 2013, 2016 |
| Al-Nasr SC                | 4       | 1985, 1986, 1989, 2015                                           | 8          | 1975, 1980, 1984, 1992, 1997, 2017, 2021, 2024       |
| Al-Wasl FC                | 3       | 1987, 2007, 2024                                                 | 8          | 1983, 1986, 1991, 1993, 1998, 2000, 2008, 2018       |
| Al-Jazira Club            | 3       | 2011, 2012, 2016                                                 | 1          | 2002                                                 |
| Al-Wahda FC               | 2       | 2000, 2017                                                       | 6          | 1989, 1996, 2003, 2005, 2011, 2022                   |
| Al-Shaab CSC †            | 1       | 1993                                                             | 2          | 2001, 2004                                           |
| Baniyas SC                | 1       | 1992                                                             | 1          | 2012                                                 |
| Ajman Club                | 1       | 1984                                                             | -          |                                                      |
| Emirates Club             | 1       | 2010                                                             | -          |                                                      |
| Al-Khaleej Club           | -       | -----                                                            | 1          | 1987                                                 |
| Al-Dhafra                 | -       | -----                                                            | 1          | 2019                                                 |

- † Equipo desaparecido.